# Viva World Cup
VIVA Svjetsko prvenstvo (VIVA World Cup) je međunarodni nogometni turnir kojeg vodi NF board, koji nije povezan s FIFA-om. Turnir bi se trebao odražavati svake druge godine. 

## VIVA Svjetsko prvenstvo 2006.
Iako se turnir trebao održati u Turskoj Republici Sjeverni Cipar, održan je u studenom 2006. u Okcitaniji, čiji se najveći dio nalazi u južnoj Francuskoj. 
Na turniru su sudjelovale četiri reprezentacije: Laponija-reprezentacija naroda Sámi koji žive na sjeveru Švedske, Norveške, Finske, i Rusije, reprezenatacija Monaka, reprezentacija Južnog Kameruna, i domaćini Okcitanija.

### Rezultati
Četiri ekipe su igrale međusobno u grupi, a prve dvije su se kvalificirale u finale. 
Ekipe u zelenom su se kvalificirale u finale, a ekipe u crvenom nisu.
| Ekipa         | Utk | P | R | P | G+ | G- | GR  | Bod |
| ------------- | --- | - | - | - | -- | -- | --- | --- |
| Laponija      | 3   | 3 | 0 | 0 | 24 | 1  | +24 | 9   |
| Monako        | 3   | 2 | 0 | 1 | 6  | 16 | -10 | 6   |
| Oksitanija    | 3   | 1 | 0 | 2 | 5  | 10 | -5  | 3   |
| Južni Kamerun | 3   | 0 | 0 | 3 | 0  | 9  | -9  | 0   |

Zbog problema s vizama reprezentacija Južnog Kameruna nije mogla nastupiti, pa je njihovim protivnicima zabilježena pobjeda od 3-0. Prvi naslov VIVA World Cup-a uvjerljivo je osvojila reprezentacija Laponije, koja je postigla čak 24 gola u tri utakmice, pobijedivši u finalu Monako. 
FINALE
Laponija - Monako 21-1
| 2006 VIVA Svjetsko prvenstvo Pobjednik |
| -------------------------------------- |
| Laponija Prvi naslov                   |

## VIVA svjetsko prvenstvo 2008.
VIVA svjetsko prvenstvo 2008. je održano od 7. do 13. srpnja u gradu Gällivare, u Švedskoj. Domaćini su bili branitelji naslova Laponci. Prvenstvo je osvojila Padanija koja je u finalu svladala Aramejce. 

### Ekipe:
Muške ekipe:
- Laponija
- Padanija
- Provansa
- Irački Kurdistan
- Aramejci

Ženske ekipe:
- Laponija
- Irački Kurdistan

Ekipe koju su izrazile želju za sudjelovanjem:
- Masai
- Zapadna Papua
- Gozo
- Zanzibar
- Tibet
- Grenland
- Rijeka

Sve utakmice su odigrane na dva stadiona, Gällivare i Malmberget.
Ekipe u zelenom su se kvalificirale u finale, a ekipe u žutom u utakmicu za 3. mjesto.

### Prvi krug
| Momčad           | Ut. | Pob. | N. | Por. | G+ | G- | GR  | Bod. |
| ---------------- | --- | ---- | -- | ---- | -- | -- | --- | ---- |
| Padanija         | 4   | 4    | 0  | 0    | 14 | 3  | +11 | 12   |
| Aramejci         | 4   | 2    | 1  | 1    | 7  | 4  | +3  | 7    |
| Irački Kurdistan | 4   | 1    | 2  | 1    | 6  | 4  | +2  | 5    |
| Laponija         | 4   | 1    | 1  | 2    | 6  | 7  | −1  | 4    |
| Provansa         | 4   | 0    | 0  | 4    | 3  | 18 | −15 | 0    |

ZA 3. MJESTO
Kurdistan - Laponija 1-3
FINALE
Padanija - Aramejci 2-0
| 2008 VIVA Svjetsko prvenstvo Pobjednik |
| -------------------------------------- |
| Padanija Prvi naslov                   |

## VIVA Svjetsko prvenstvo 2010.
Za održavanje trećeg VIVA svjetskog prvenstva predložene su sljedeće lokacije:
- sjeverna Francuska
- istočna Anglia
- Wales
- država New Jersey
- Jamajka

Druge predložene lokacije su:
- Grenland
- Sjeverni Cipar
- Gozo

## VIVA World Cup Trofej
VIVA World Cup Trofej je dizajnirao francuski kipar Gérard Pigault, i nazvan je Nelson Mandela Trofej, u čast prema bivšem Južnoafričkom predsjedniku.